# Danzé
Danzé ist eine französische Gemeinde im Département Loir-et-Cher in der Region Centre-Val de Loire. Sie gehört zum Kanton Le Perche im Arrondissement Vendôme.

## Geografie
Das Dorf mit 671 Einwohnern (Stand 1. Januar 2022) liegt in der Landschaft Le Perche und befindet sich rund 10 Kilometer nördlich von Vendôme an der Départementstraße D357, die in westöstlicher Richtung von Le Mans (68 Kilometer) nach Orléans (70 Kilometer) führt. Das Gemeindegebiet wird von Fluss Boulon durchquert, der südlich des Ortes im karstigen Untergrund versickert und erst nach etwa fünf Kilometer wieder das Tageslicht erblickt. Die Nachbargemeinden sind Romilly, La Ville-aux-Clercs, Rahart, Azé, Épuisay, Le Temple und Beauchêne.
Danzé besteht ausschließlich aus alten Häusern. Der Dorfplatz ist die Place de l’Église bei der Kirche. Der Ort verfügt über ein Restaurant, einen Einkaufsladen, eine Bäckerei und eine Autowerkstatt.

## Bevölkerungsentwicklung
1911 erreichte Danzé mit 1148 Einwohnern und Einwohnerinnen den Höhepunkt. Seither entwickelten sich die Zahlen wie folgt:
| Jahr      | 1962 | 1968 | 1975 | 1982 | 1990 | 1999 | 2009 | 2017 |
| --------- | ---- | ---- | ---- | ---- | ---- | ---- | ---- | ---- |
| Einwohner | 752  | 674  | 515  | 556  | 578  | 603  | 734  | 694  |

## Wappen
Blasonierung: Auf Silber zwei gepaarte azurblaue Sparren – der erste (heraldisch) rechts gebrochen, der zweite links gebrochen – begleitet von drei schwarzen Merletten; das rot gesäumte schwarze Schildhaupt ist mit drei Goldmünzen belegt.